# 夫婦の遺言週間
夫婦の遺言週間（ふうふのゆいごんしゅうかん）とは、夫婦間での遺産や相続に対する関心を高めるために制定された週間である。11月15日（いい遺言の日）～22日（いい夫婦の日）。

## 制定
この週間は、家庭内での遺産相続をめぐるトラブルを防ぐためにりそな銀行が、2006年（平成18年）11月に制定した週間である。また、この週間の制定とあわせて、いい遺言の日（11月15日）も制定された。